# جون أوسبورن أوستين
جون أوسبورن أوستين (بالإنجليزية: John Osborne Austin)‏ هو عالم أمريكي، ولد في 28 ديسمبر 1849 في بروفيدنس في الولايات المتحدة، وتوفي بنفس المكان في 27 أكتوبر 1918.